# Arcuator pectoralis
Arcuator pectoralis är en tvåvingeart som först beskrevs av Becker 1910.  Arcuator pectoralis ingår i släktet Arcuator och familjen fritflugor.
Artens utbredningsområde är Ungern. Inga underarter finns listade i Catalogue of Life.